# Rudolf Englert (Politiker)
Rudolf Englert (* 19. April 1890 in Lohr am Main; † 2. August 1965 ebenda) war ein deutscher Feinkosthändler und Politiker der CSU.

## Leben und Beruf
Englert war als Koch in verschiedenen europäischen Küchen tätig, unter anderem auch im Hotel Kempinski in Berlin. 1937 kaufte er die auf Gänseleberpastete spezialisierte Firma Bruck aus Straßburg und ließ sich in Landau in der Pfalz nieder. Nach Ende des Zweiten Weltkriegs kehrte er mit seiner Familie nach Lohr zurück. Das Feinkostwerk wurde ebenfalls nach Lohr verlegt, von seinem Sohn Rudolf jun. († 2015) übernommen und ausgebaut. Seit 1994 übt Enkel Ulrich Englert die Geschäftsführung aus.

## Politik
Nach dem Krieg wurde Englert zunächst zum Bürgermeister von Lohr am Main berufen. Dieses Amt bekleidete er von Juli bis Oktober 1945. Wenig später erfolgte seine Wahl zum Landrat des Landkreises Lohr am Main. In dieser Funktion blieb er bis 1958. Im Januar 1946 beteiligte er sich an der Gründung des Orts- und Kreisverbandes der CSU in Lohr. Mitte 1949 rückte er für den verstorbenen Anton Zeißlein in den Bayerischen Landtag nach, dem er bis zum Ende der Wahlperiode im Herbst 1950 angehörte. Im Landtag war er Mitglied des Besoldungsausschusses.